# Tiberio Cenci
Tiberio Cenci (Roma, 26 luglio 1581 – Jesi, 26 febbraio 1653) è stato un cardinale e vescovo cattolico italiano.

## Biografia
Di nobile famiglia, figlio di Ludovico Cenci e Laura Lante, era nipote del cardinale Marcello Lante. Ottenne la laurea in utroque iure.
Incominciò la carriera ecclesiastica nella Curia romana durante il pontificato di papa Clemente VIII. Ebbe poi vari incarichi come governatore nelle città dello Stato Pontificio: a Jesi, a Spoleto, nella Campagna e Marittima e a Fermo (in quest'ultima città fu vice-governatore).
Il 24 novembre 1621 fu eletto vescovo di Jesi. L'anno successivo fu nominato governatore di Loreto.
Nel concistoro del 6 marzo 1645 papa Innocenzo X lo creò cardinale e il 24 aprile dello stesso anno ricevette il titolo di San Callisto.
Morì a Jesi e fu sepolto in cattedrale.

## Successione apostolica
La successione apostolica è:
- Vescovo Ascanio de Gasparis (1650)
- Vescovo Michele Angelo Vincentini (1650)
- Vescovo Ferdinando Apicello (1650)
- Vescovo Lodovico Francesco Centofiorini (1650)
- Vescovo Giovanni Francesco Ferrari (1650)